# Чок, Михай
Михай Чок (рум. Mihai Cioc, род.14 июня 1961) — румынский дзюдоист, чемпион Европы, призёр чемпионатов мира и Олимпийских игр.

## Биография
Родился в 1961 году в Турну-Мэгуреле. В 1980 году принял участие в Олимпийских играх в Москве, но занял лишь 10-е место. В 1983 году завоевал бронзовую медаль чемпионата мира. В 1984 году стал обладателем бронзовой медали Олимпийских игр в Лос-Анджелесе и чемпионата Европы. В 1987 году стал чемпионом Европы.